# 乔治·麦金尼斯
乔治·F·麦金尼斯（英語：George F. McGinnis，1950年8月12日—2023年12月14日）是美国NBA联盟前职业篮球运动员。